# Minfeld
Minfeld est une municipalité de la Verbandsgemeinde Kandel, dans l'arrondissement de Germersheim, en Rhénanie-Palatinat, dans l'ouest de l'Allemagne.

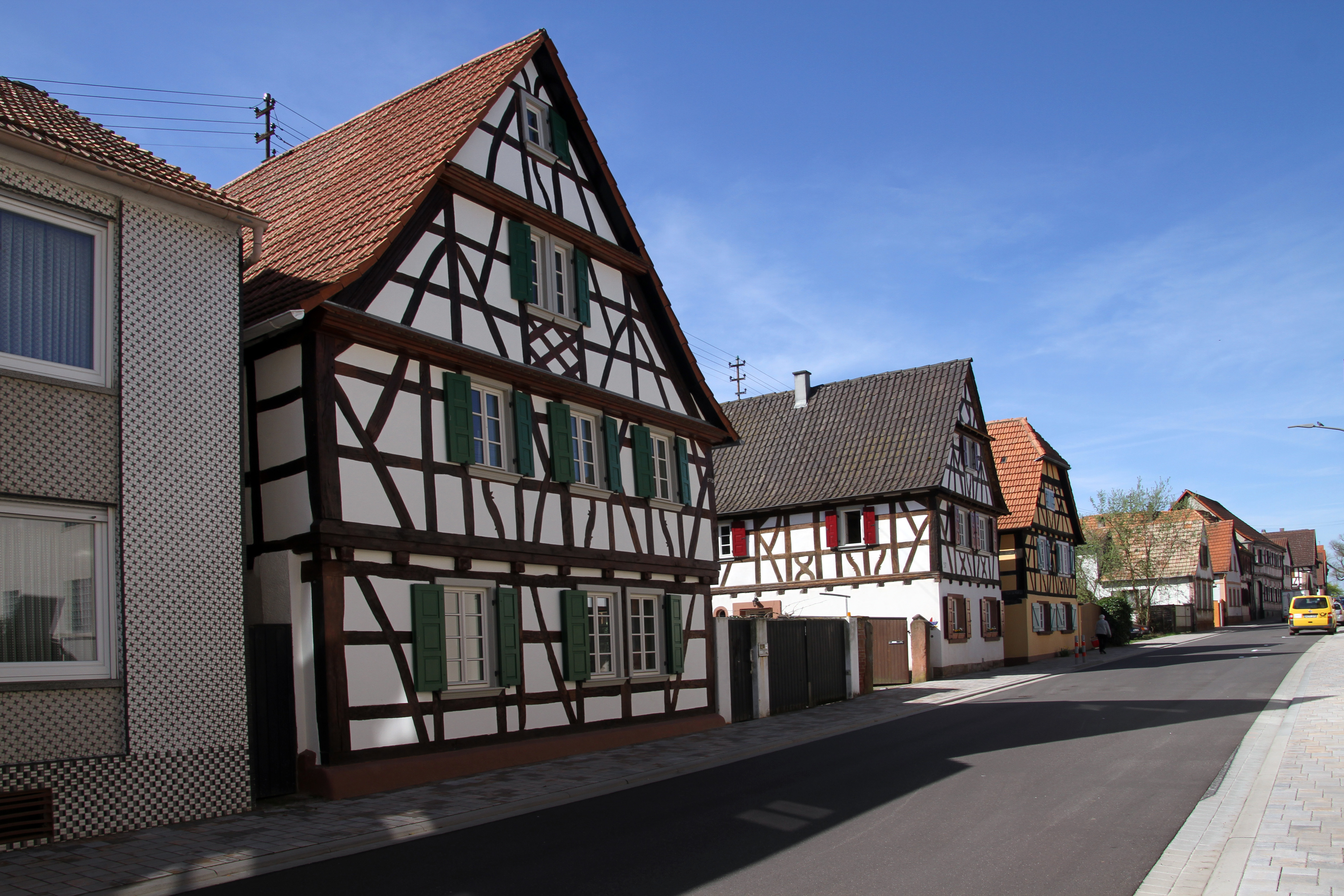
Route principale
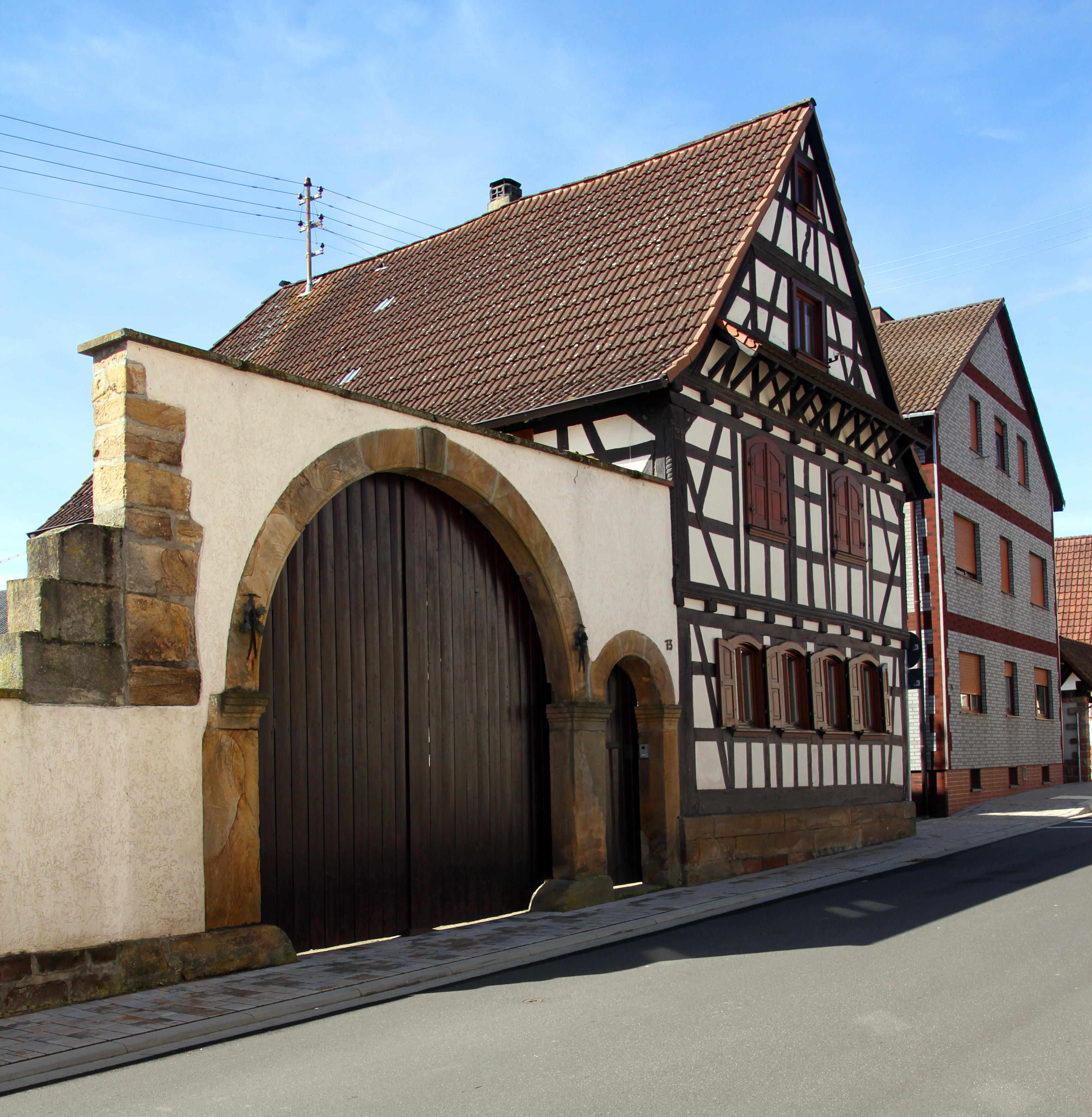
Ferme typique
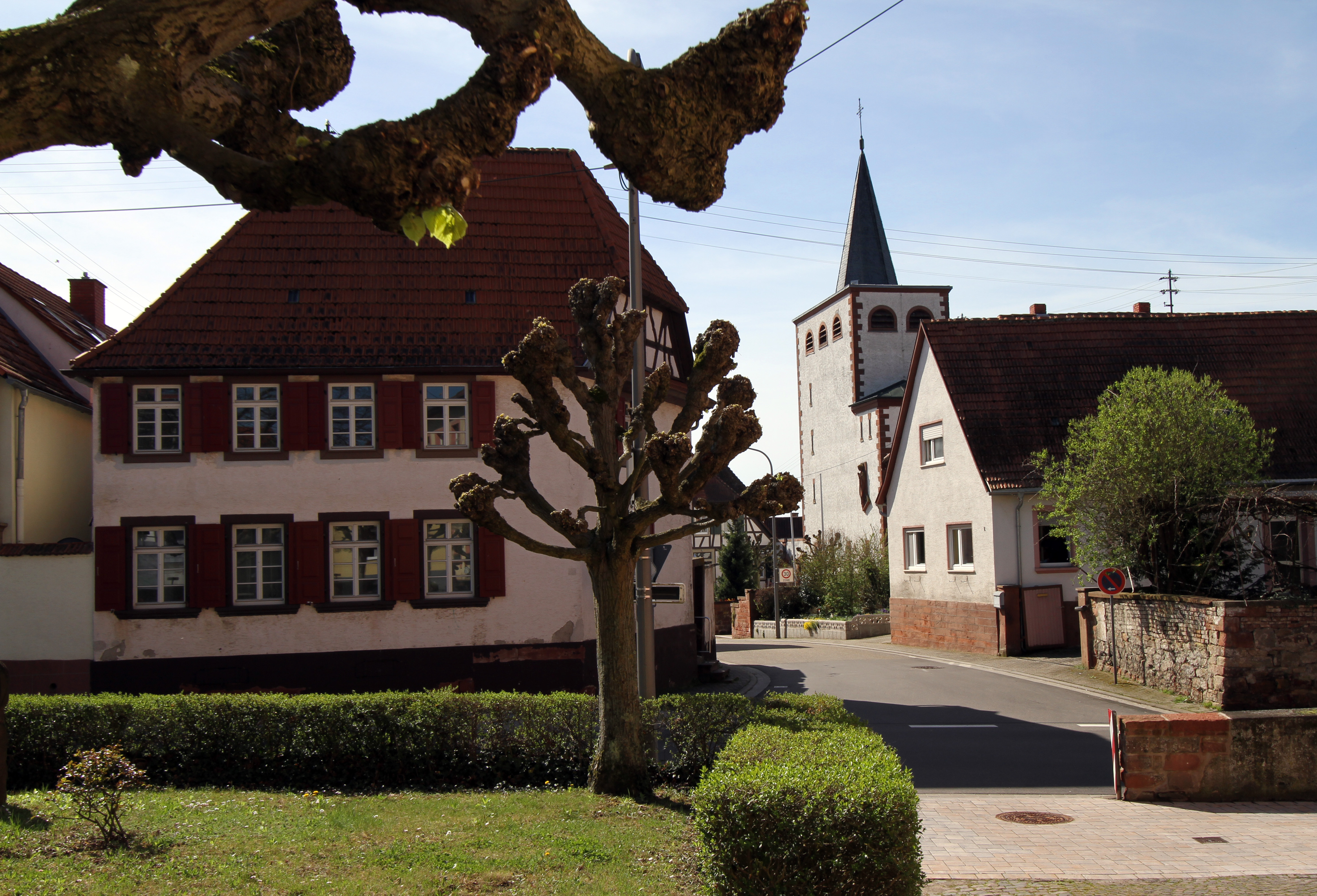
Église St. Laurentius
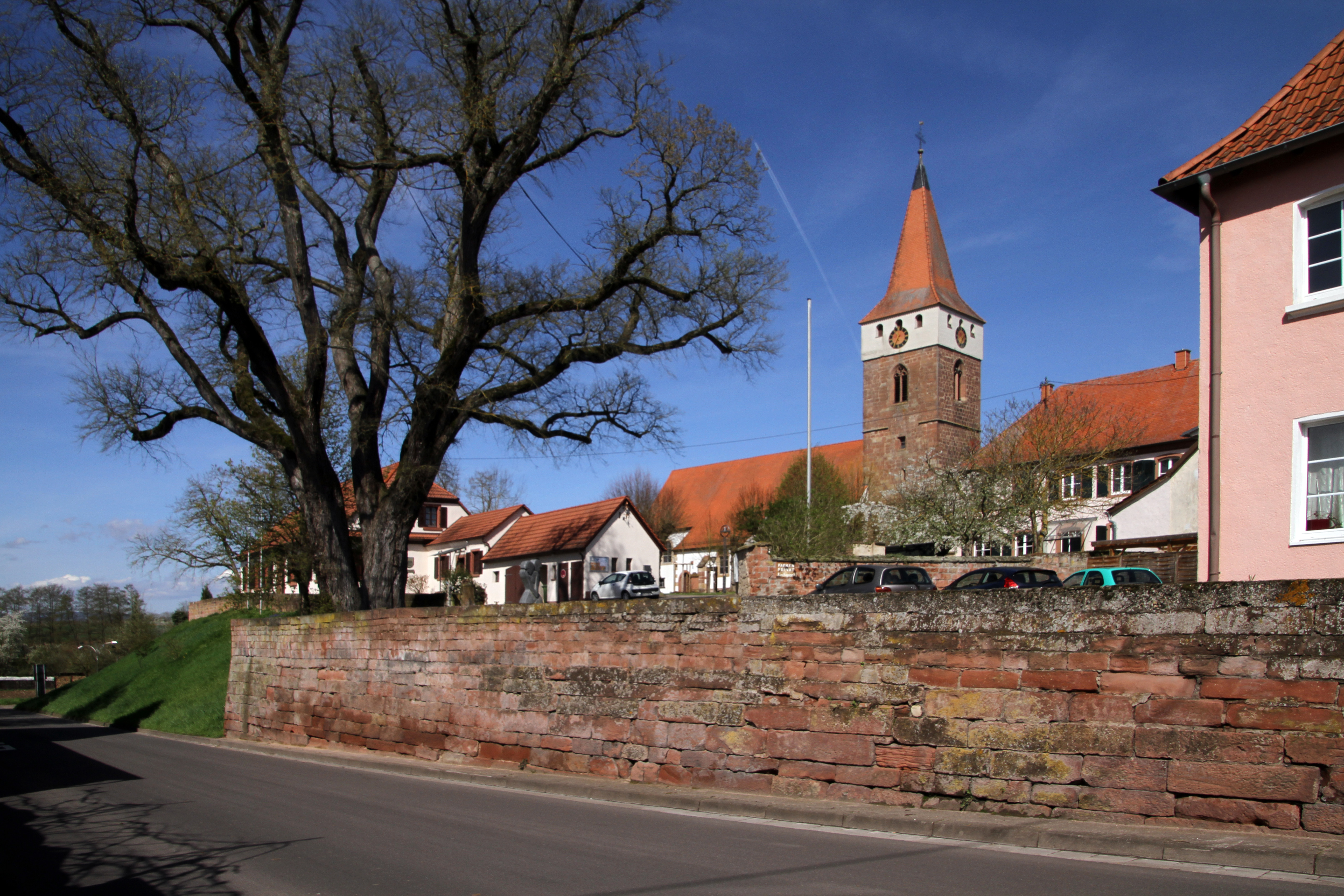
Église protestante
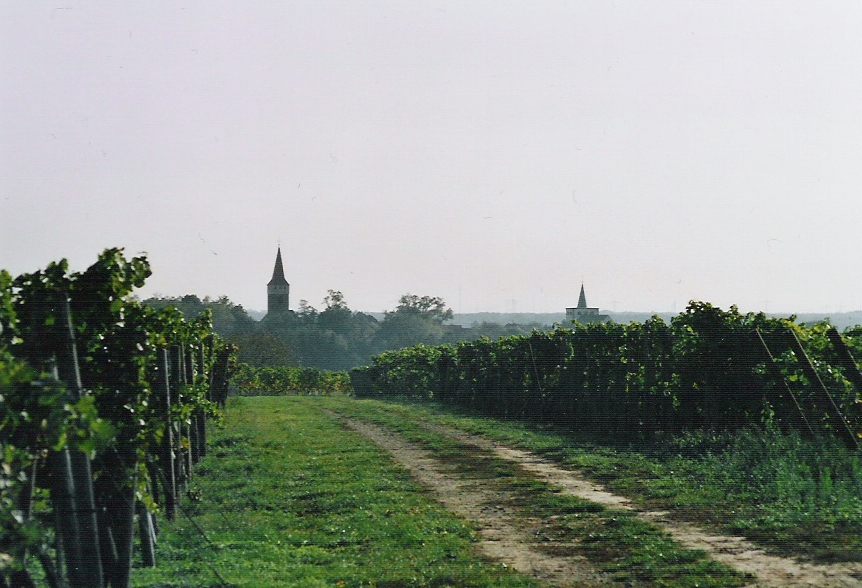
Minfeld vue de l'ouest
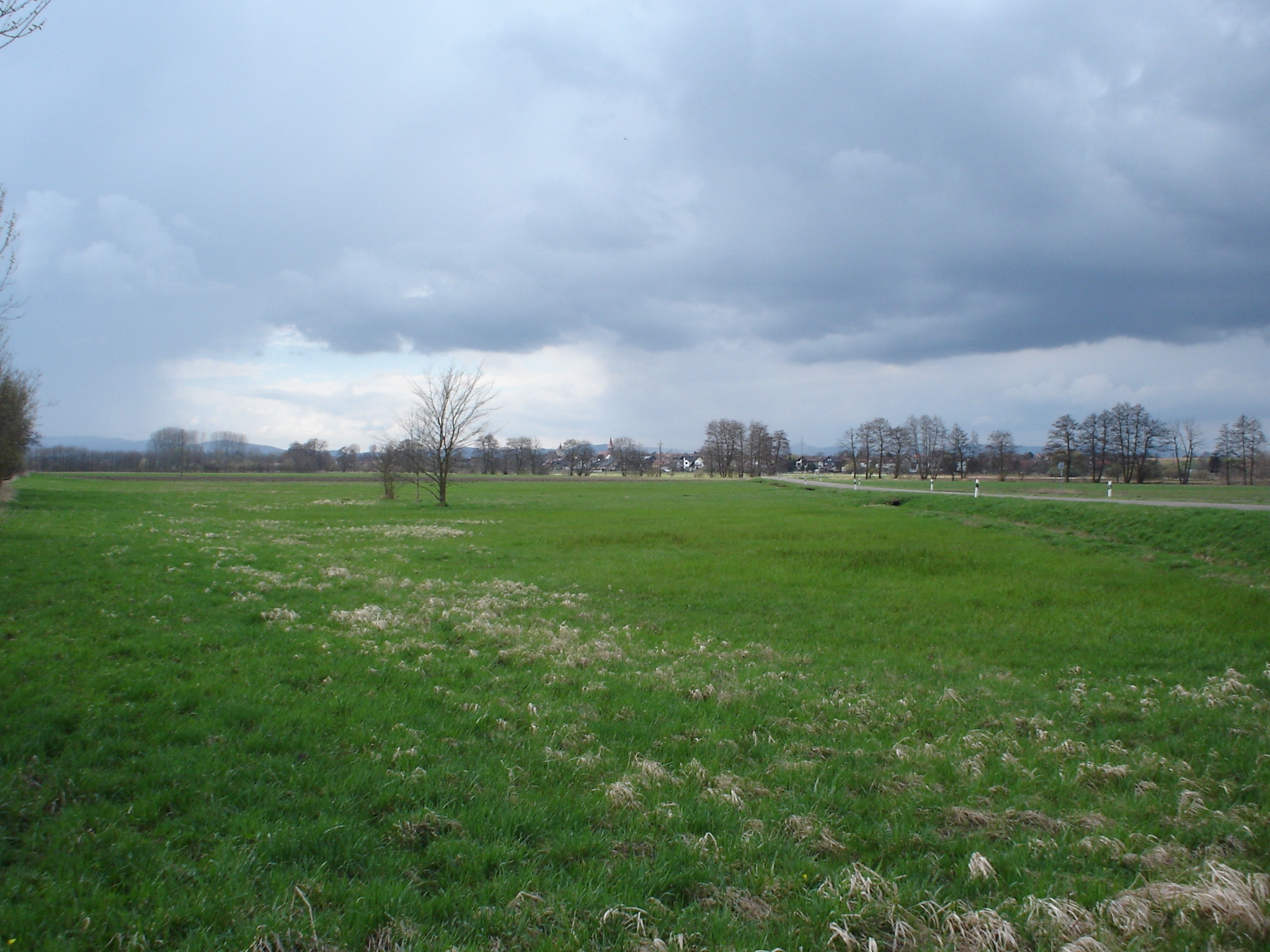
Plaine à Minfeld
Localisation de Minfeld dans la Verbandsgemeide et dans l'arrondissement